# آزومانگا دایئو
آزومانگا دایئو (ژاپنی: あずまんが大王 هپبورن: Azumanga Daiō) یک مجموعه مانگای ژاپنی یونکوما در ژانر طنز به نویسندگی و تصویرگری کیوهیکو آزوما می‌باشد. این مانگا از فوریۀ ۱۹۹۹ تا می ۲۰۰۲ توسط مدیاورکس در مجلهٔ ماهانهٔ دنگکی دایئو سریال‌سازی شد. سه چپتر دیگر در می ۲۰۰۹ و در مجلهٔ مانثلی شونن سان‌دی از شوگاکوکان به مناسبت دهمین سالگرد مانگا منتشر گردید. 
یک اقتباس انیمه با عنوان "آزومانگا دایئو: انیمیشن" به تولیدی جی.سی.استاف از آوریل تا سپتامبر ۲۰۰۲ پخش شد. این انیمه متشکل از ۱۳۰ بخش چهار دقیقه‌ای جمع شده در ۲۶ قسمت می‌باشد. انیمه در قالب دی‌وی‌دی و یوام‌دی در دو زبان ژاپنی و انگلیسی منتشر شده است. یک فیلم تئاتری کوتاه، یک اوان‌ای، چندین آلبوم موسیقی متن و نیز سه بازی ویدئویی منتشر گشته است. 
هم مانگا و هم انیمه بخاطر شوخ‌طبعی‌های شخصیت‌های عجیب و غریبشان تشویق شدند و آزوما بخاطر سبک طراحی و زمانبندی انتشار مانگایش به عنوان "استاد مانگای یونکوما" مورد تحسین قرار گرفت.